# Palác Pachtů z Rájova (Celetná 36)
Palác Pachtů z Rájova, či Pachtovský palác, původně Langerovský palác, zvaný též Nová mincovna, nebo Seebergerovský palác, je barokní budova čp. 587/I na nároží Celetné ulice a Ovocného trhu, jeho adresa je Celetná 587/36 a Ovocný trh 587/14, Staré Město, Praha 1. Je chráněn od roku 1958 jako kulturní památka.

## Dějiny a popis paláce
V místech dnešního paláce, na nároží Celetné ulice a Ovocného trhu, místě blízko Králova dvora, stával dům staroměstské patricijské rodiny rodu Velfloviců. Roku 1409 jej získal král Václav IV. a využíval ho pro potřeby dvora; dům byl údajně pověstný tím, že na jeho fasádě byly vymalovány nahé lazebnice. V roce 1420 byl dům zkonfiskován staroměstskou obcí, která jej upravila na mincovnu. Ta byla v provozu do roku 1434 a poté byla zrušena. Nejpozději v roce 1454 dům na čas připadl královně Johaně († 1475), manželce Jiřího z Poděbrad, a byl proto nazýván Dvůr králové. Johana zde pobývala i po manželově smrti r. 1471, byla v dobrých vztazích i s králem Vladislavem, ale i tak nakonec kolem roku 1473 Johana přesídlila do sídla českých královských vdov, věnného města Mělníka. Je možné, že se zde narodil i syn Jiřího a Johany, Hynek z Poděbrad (nebo se tak stalo v královském paláci).
Mincovna byla znovu obnovena roku 1539 a fungovala až do roku 1784, kdy se zde usídlilo Zemské vojenské velitelství. Rozsáhlý objekt měl současně obytné prostory, v nichž v polovině 19. století bydlela rodina Seebergerova, která palác dala adaptovat a po níž se pak nazýval Seebergerovský.
Stavbu rokokového paláce ihned po koupi roku 1737 zahájil Josef Ignác rytíř Langer, pravděpodobně podle projektu Kiliána Ignáce Dientzenhofera.
Po roce 1755 ve stavební činnosti ještě pokračoval nejvyšší mincmistr František Josef hrabě Pachta; ten dal palác adaptovat do  podoby pozdně barokního paláce podle projektu, jehož autorem je Jan Josef Wirch. Za pozornost stojí trojdílný portál z těchto úprav s plastikami horníků a vojáků, vytvořený původně sochařem Ignácem F. Platzerem roku 1759. Palác v roce 1784 ještě upravoval Filip Heger pro vojenské velitelství. Při této příležitosti došlo k razatnímu přetesání soch na portálu Petrem Prachnerem.
V revolučním roce 1848 se před palácem střetli pražští vzbouřenci s vojáky pod velením zemského velitele, generála Alfreda z Windischgrätze. Za neznámých okolností se obětí bojůvek stala manželka generála Windischgrätze, Marie Eleanora rozená ze Schwarzenbergu, která přihlížela dění z okna.
V roce 1849 přešel palác pod správu ministerstva spravedlnosti a zemského soudu, a v letech 1857–1861 pak došlo k dalším stavebním úpravám, snad podle projektu Josefa Maličkého. Především byla soudní budova rozšířena o křídlo do Ovocného trhu a z původního polopatra bylo vytvořeno druhé patro. Z novodobých úprav je nejvýznamnější prolomení loubí v Celetné ulici v roce 1938.
Také v současné době v areálu sídlí soudní instituce, Obvodní soud pro Prahu 1 a Obvodní soud pro Prahu 7.
Dispozice areálu je v důsledku jeho vzniku v mnoha etapách složitá. Palác tvoří historická budova a novostavba z 19. století. Z historické budovy, původně pětikřídlé, zůstala zachována křídla obklopující dvůr. Jižní křídlo bylo v 19. století zbouráno. Fasáda do Celetné ulice má 9 os, v přízemí je monumentální portál s postavami od I. F. Platzera, které podpírají balkon s kovovým rokokovým zábradlím. Fasáda historické budovy do Ovocného trhu je mírně zalomená, má šestiosou a pětiosou část. V základech paláce je pozdně gotické sklepení, klenby v přízemí jsou z doby pozdně barokní.
Novější budova je obrácená do Ovocného trhu, má 17 os. Člení ji trojice tříosých risalitů, nad středním risalitem je štít.

## Galerie

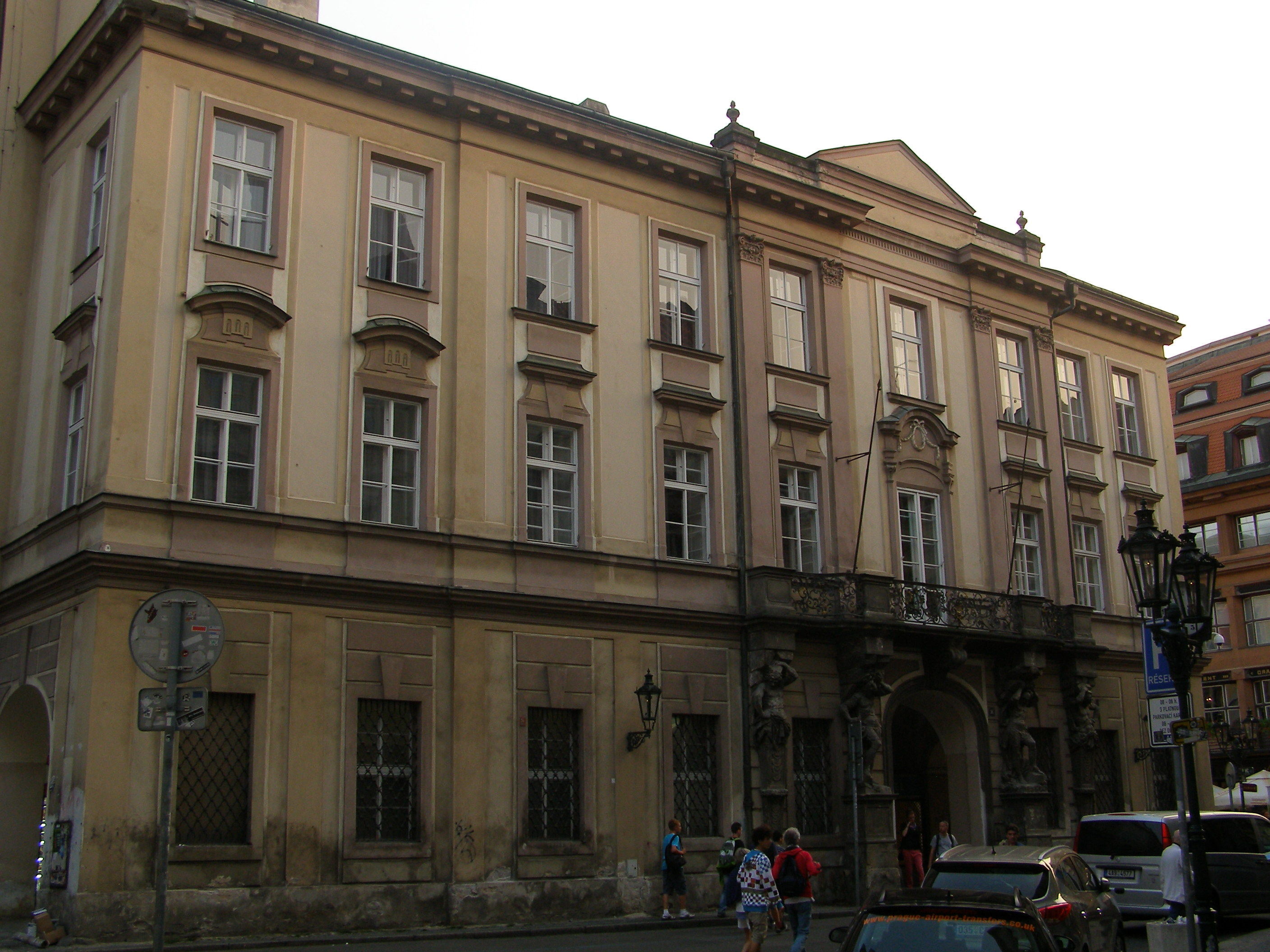
Průčelí hlavní budovy (Celetná)
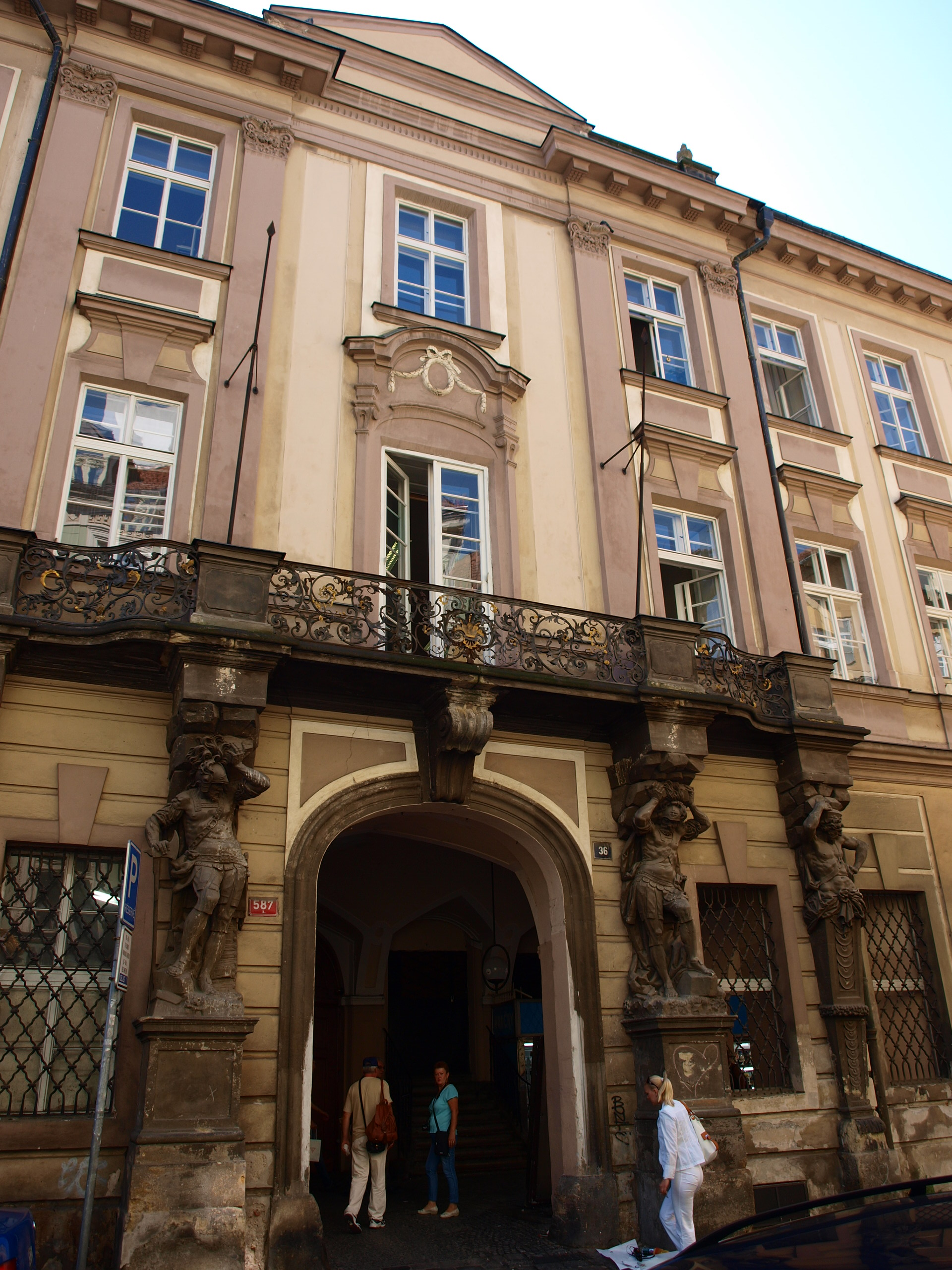
Portál průčelí v Celetné
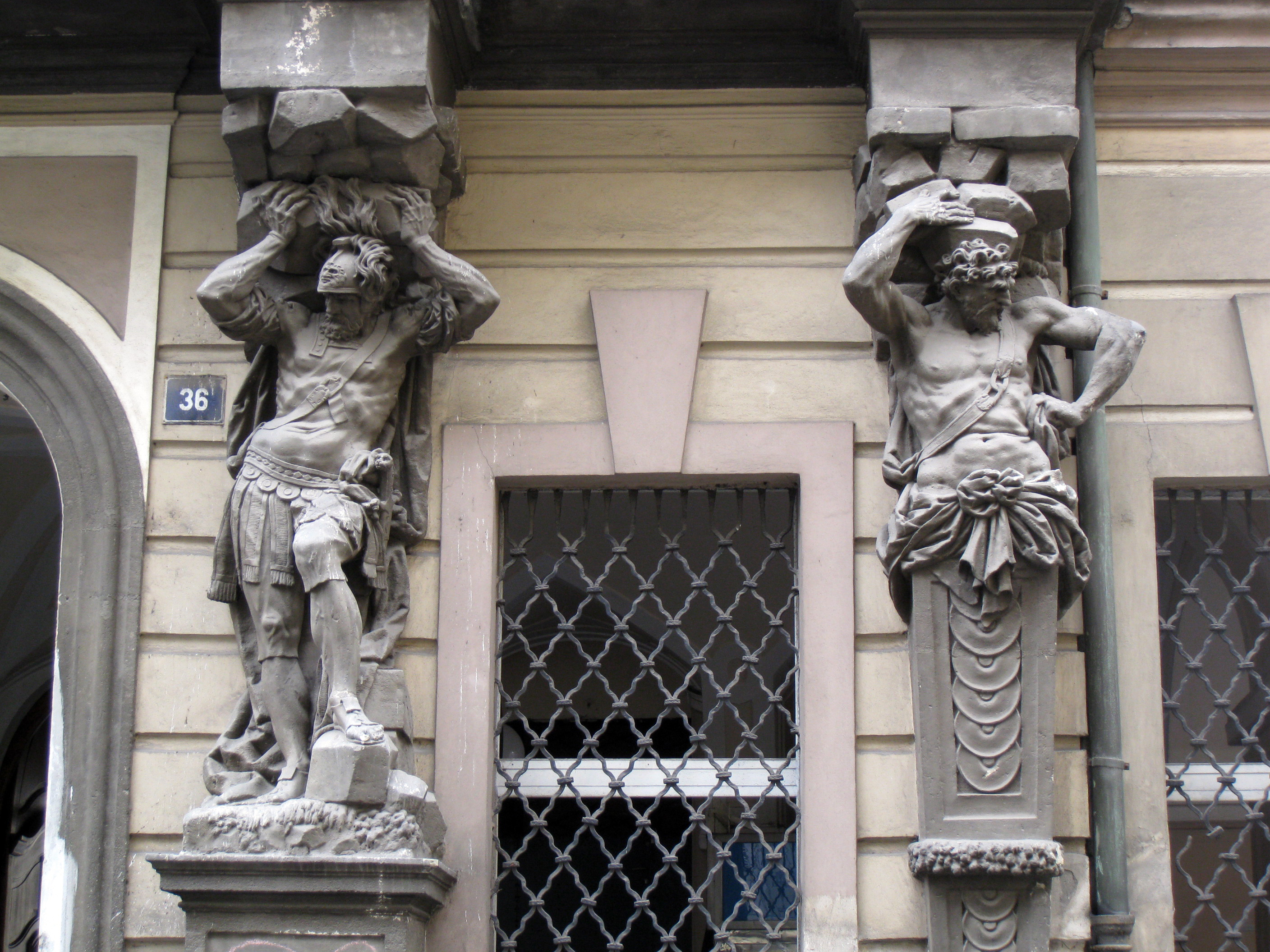
Postavy vojáků
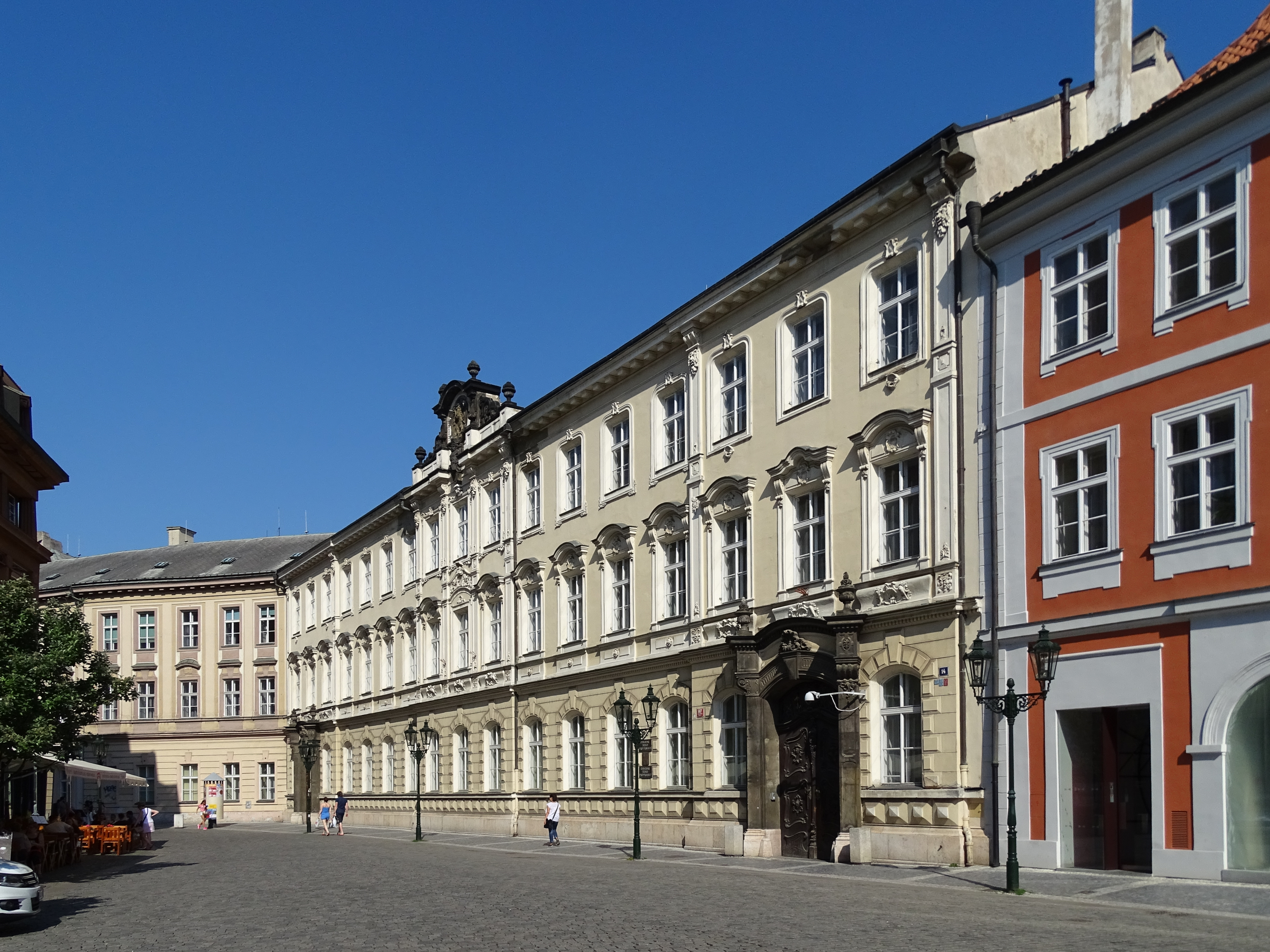
Průčelí novější budovy (Ovocný trh)
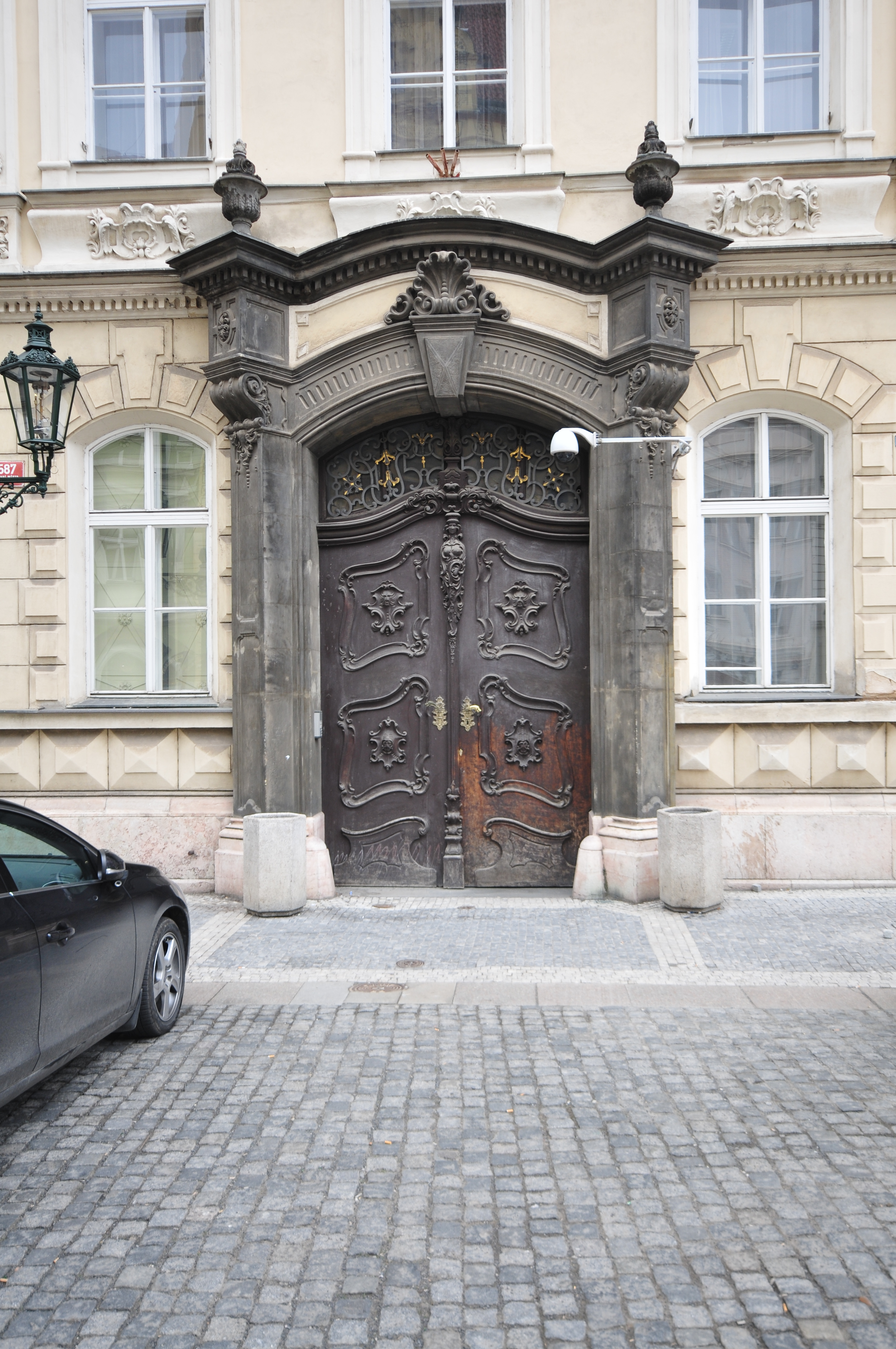
Jeden ze dvou portálů novější budovy